# Andrzej Zięba (prawnik)
Andrzej Zięba (ur. 21 kwietnia 1946 w Rabce, zm. 4 maja 2020 w Krakowie) – polski prawnik i politolog, profesor nauk prawnych, nauczyciel akademicki Uniwersytetu Jagiellońskiego.

## Życiorys

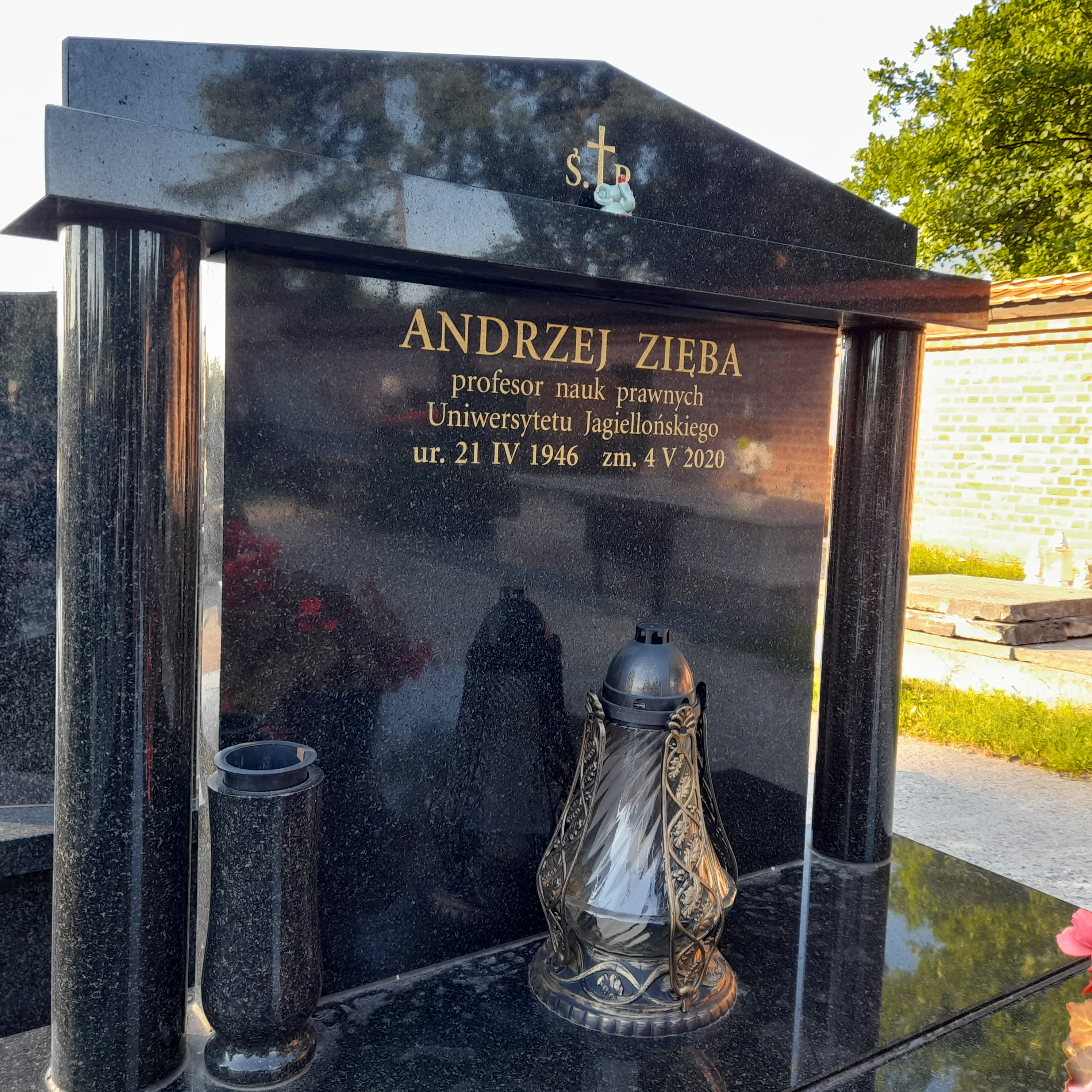
Grób Andrzeja Zięby na Cmentarzu Białoprądnickim w Krakowie (2023)

Absolwent I Liceum Ogólnokształcącego im. Jana Długosza w Nowym Sączu.
W 1970 ukończył studia prawnicze na Wydziale Prawa i Administracji Uniwersytetu Jagiellońskiego. W 1979 w Instytucie Nauk Politycznych UJ uzyskał stopień naukowy doktora nauk politycznych. W 1988 na podstawie dorobku naukowego oraz rozprawy pt. Współczesny konserwatyzm brytyjski. Studium z zakresu myśli politycznej uzyskał na Wydziale Prawa i Administracji UJ stopień doktora habilitowanego nauk prawnych. W 2002 prezydent RP Aleksander Kwaśniewski nadał mu tytuł naukowy profesora nauk prawnych. Został profesorem nadzwyczajnym Uniwersytetu Jagiellońskiego.
W 2001 założył i objął kierownictwo Zakładu, a od 2002 Katedry Konstytucjonalizmu i Ustrojów Państwowych w Instytucie Nauk Politycznych i Stosunków Międzynarodowych Wydziału Studiów Międzynarodowych i Politycznych Uniwersytetu Jagiellońskiego.
Zmarł 4 maja 2020. Został pochowany 7 maja 2020 na cmentarzu Białoprądnickim w Krakowie.

## Publikacje
- Współczesny konserwatyzm brytyjski. Studium z zakresu myśli politycznej, Kraków 1988, 1990
- Parlament Wielkiej Brytanii, Warszawa 1994
- Współczesne brytyjskie doktryny polityczne, Białystok 2001[2]
- Konstytucjonalizm w państwach anglosaskich (red. nauk.), Kraków 2013